# Aimee Weber
Aimee Weber is geboren op 16 september 2007. 
In 2015 begon Aimee met acteren bij de Theatermakerij in Enschede. Hier is haar talent zich gaan ontwikkelen en kreeg ze rollen in toneelstukken.
Aimee heeft naast toneelstukken in meerdere shortfilms gespeeld (vanuit de Theatermakerij) en werd in 2024 gecast als Doo Ottink in de Nederlandse hitserie Woeste grond (televisieserie) als dochter van Tessa en Otto Ottink. Woeste grond wordt sinds december 2024 uitgezonden via AvroTros op NPO Start.
Sinds 2024 studeert Aimee aan de Podium Academie in Almelo.
1. ↑  Drie studiegenoten spelen rol in hitserie Woeste Grond: ‘Nederland was toe aan een Twentse serie’. 1Twente. Geraadpleegd op 8 augustus 2025.